# Bize (Haute-Marne)
Bize is een gemeente in het Franse departement Haute-Marne (regio Grand Est) en telt 83 inwoners (2009). De plaats maakt deel uit van het arrondissement Langres.

## Geografie
De oppervlakte van Bize bedraagt 2,1 km², de bevolkingsdichtheid is dus 39,5 inwoners per km².
De onderstaande kaart toont de ligging van Bize (Haute-Marne) met de belangrijkste infrastructuur en aangrenzende gemeenten.

## Demografie
Onderstaande figuur toont het verloop van het inwonertal (bron: INSEE-tellingen).